# Karstula
Karstula is een gemeente in de Finse provincie West-Finland en in de Finse regio Centraal-Finland. De gemeente heeft een landoppervlakte van 887,07 km² en telt 3.665 inwoners (2022).